# Kong (Band)
Kong ist eine niederländische Progressive-Metal-Band aus Amsterdam, die im Jahr 1988 gegründet, 2000 aufgelöst und 2007 neu gegründet wurde.

## Geschichte
Die Band wurde im Jahr 1988 von Dirk DeVries (E-Gitarre, Sampling), Aldo Sprenger (E-Gitarre), Mark Drillich (E-Bass) und Schlagzeuger Rob Smits gegründet. Zusammen entwickelten sie die ersten Lieder und erreichten einen Vertrag bei Peaceville Records und veröffentlichten 1990 bei diesem Label ihr Debütalbum Mute Poet Vocalizer. Außerdem spielte sie bereits die ersten Konzerte, so auch im Melkweg. Nach der Veröffentlichung begannen sie mit einer Tour durch ganz Europa. In den Jahren 1992 und 1995 folgten mit Phlegm und Push Comes to Shove zwei weitere Alben. Danach verließen Sprenger und Smits die Band. Smits, weil ihn sein Tagesjob beim niederländischen Fernsehen nicht genügend Zeit für Kong ließ. Sprenger, weil er sich in eine andere Richtung entwickeln wollte. Sie wurden durch Gitarristin Marieke Verdonk und Schlagzeuger Rob Snijders ersetzt. Nachdem die Band einen Vertrag bei Roadrunner Records erreicht hatte, wurde im Jahr 1997 das Album EARMINeD veröffentlicht. Zu dieser Zeit verließ Snijders die Band, um Celestial Season beizutreten. Er wurde durch Klaas Broekema ersetzt, der dann auch auf dem im Jahr 1999 erschienenen Freakcontrol zu hören ist. Im Folgejahr entschieden sich die Bandmitglieder die Gruppe vorerst aufzulösen, damit sie sich anderen Dingen widmen konnten. Während dieser Unterbrechung veröffentlichte Peaceville Records im Jahr 2001 die Best-Of-Kompilation 88•95.
Im Jahr 2007 entschied sich Bassist Mark Drillich, die Band wieder aufleben zu lassen. Als neuer Gitarrist kam dafür Tijs Keverkamp zur Besetzung, dem ein paar Monate später Schlagzeugerin Mandy Hopman folgte. Zusammen arbeiteten sie neues Material aus, woraus ein Demo mit drei Liedern resultierte, das Anfang 2008 über MySpace veröffentlicht wurde. Ein paar Monate später vervollständigte Gitarrist David Kox die Besetzung. Im August 2008 begannen die Aufnahmen zu einem vollständigen Album in ihrem Studio in Amsterdam. Das Album wurde vom Ex-Gitarristen Dirk DeVries produziert und abgemischt. Im März 2009 wurde die What It Seems Is What You Get betitelte CD über ihr eigenes Label Kongenial Records veröffentlicht. Nach der Veröffentlichung spielte die Band auf verschiedenen Touren.

## Stil
Die Band spielt quadrofonischen Progressive Metal, wobei auf Live-Konzerten jedes der vier Bandmitglieder auf eine der vier Ecken der Bühne oder, wenn es die Räumlichkeiten zulassen, auch auf je eine Seite des Raumes verteilt ist. In einem chinesischen Spiel hat „Kong“ die Bedeutung von „Vier Gleichen“, was die Band auf die gleichberechtigten vier Bühnen beziehungsweise Auftrittspodeste bezieht. Die Lieder sind allesamt instrumental gehalten, wobei der Einsatz von Samples und andere einprogrammierte Geräusche und Instrumente, wie Keyboards, zu hören sind.

## Diskografie
- Mute Poet Vocalizer (Album, 1990, Peaceville Records)
- Phlegm (Album, 1992, Peaceville Records)
- Konjunction (EP, 1993, Golden Shower Records)
- Push Comes to Shove (Album, 1995, Music for Nations)
- Ditch/Herk (Single, 1995, Dreamtime Records)
- EARMINeD (Album, 1997, Roadrunner Records)
- Freakcontrol (Album, 1999, Roadrunner Records)
- 88•95 (Kompilation, 2001, Peaceville Records)
- What It Seems Is What You Get (Album, 2009, Kongenial Records)
- Merchants of Air (Album, 2012, Kongenial Records)
- Stern (Album, 2014)